# Белла, Кристина
Кристина Белла (р. 29 ноября 1981, Кечкемет, Венгрия, настоящее имя — Кристина Сегеди (венг. Krisztina Szegedi) — венгерская порноактриса.

## Карьера
До того, как Кристина стала порноактрисой, она занималась художественной гимнастикой и работала парикмахером.
В порнофильмах и для порножурналов Кристина Белла начала сниматься в возрасте 18 лет под именем Алекса (Alexa).
Первым опытом съемок в порно для Кристины стал фильм «Voyeur 18» студии «Evil Angel».
Свою карьеру на студии Private она начала с кастинга у режиссёра Пьера Вудмана, съемки которого были выпущены в сборнике «Private Castings X 24: Alexa Discovers Anal Pleasures».
В 2003 году Кристина Белла удостоена Ninfa Prize Международного фестиваля эротических фильмов в Барселоне, как лучшая начинающая актриса. В такой же номинации получила Venus Award (Европа) в 2004 году. В этом же году получила Венгерский Порно Оскар, как «самая эротичная порно-звезда».
В 2004 году по версии журнала «Pirate» Кристина Белла названа девушкой года (Girl Of The Year) 2003.
В 2004 году Кристина Белла принимала участие в 9-й Выставке эротики в Будапеште
Начиная с 2004 года Кристина Белла живёт и работает в Италии.
В 2005 году студия Private выпустила фильм The Private Life Of Cristina Bella (Личная жизнь Кристины Беллы), полностью посвященный актрисе.
Партнёрами Кристины в съемках выступали такие порноактрисы как: Сильвия Сэйнт, Стэйси Сильвер, Майя Диамонд, Никки Блонд и др.

## Премии и номинации
| Год  | Церемония           | Номинация                         | Работа | Результаты |
| ---- | ------------------- | --------------------------------- | --- | ---------- |
| 2003 | Ninfa Award         | Лучшая начинающая актриса         | The Fetish Garden | Победа     |
| 2004 | Venus Award         | Лучшая начинающая актриса Европы  | Luxx Video | Победа     |
| 2004 | Magyar Pornó Oszkár | Самая эротичная порнозвезда       | | Победа     |
| 2004 | Venus Award         | Лучшая актриса Венгрии            | Luxx Video | Номинация  |
| 2004 | Ninfa Award         | Лучшая актриса                    | Penocchio | Номинация  |
| 2005 | AVN Award           | Иностранная актриса года          | | Номинация  |
| 2007 | AVN Award           | Иностранная актриса года          | | Номинация  |
| 2007 | AVN Award           | Лучшая групповая сцена            | Emperor (номинирована за две отдельные сцены) вместе с Миа Даймонд, Блэк Даймонд, Вероникой Карсо, Кристиной Белла, Лауро Джиотто, Рокко Сиффреди и Лесли Тейлором | Номинация  |
| 2009 | AVN Award           | Лучшая лесбийская групповая сцена | Top Wet Girls | Номинация  |

## Фильмография (выборочная)
- Blowjob Fantasies 8 (Metro)
- Bocche Di Commesse (Top Line Video, It.)
- Fiesta (Ultimate Video)
- Le Fighette Di Diva Futura (Preziosa, It.)
- Private Best Of The Year: Private Odyssey 2001 (Private)
- Private Castings X 24: Alexa Discovers Anal Pleasures (Private)
- Ass Quest 3 (Sin City)
- Buttman’s Show Off Girls (Evil Angel)
- Fatal Desire (Wicked Pictures)
- No Man’s Land European Edition 6 (Video Team)
- Penocchio (Mario Salieri Entertainment Group)
- Private Reality 9: Do Not Disturb (Private)
- Christophe’s Beautiful Girls 8 (Evil Angel)
- Enjoy 3 (Sineplex)
- Forbidden Fruits (Viv Thomas)
- Spanish Sex: Wild In Ibiza (Spice Studios)
- Tales From The Strip 2 (Jill Kelly Productions)
- Affari Di Sorelle (Top Line)
- Cherry Bomb (Zero Tolerance)
- Juicy Lips 2 (Blu)
- Nemiche… Amiche (Top Line, It.)
- Toxic (IFG)
- Alexandra (Wicked Pictures)
- Deeper In My Ass 3 (Pleasure Productions)
- Cream Crime 2 (21sextury)
- Miss Uniform (Sexsense)
- Real Couples #2 (Combat Zone)
- Wet Lips #2 (Lesbian Provocateur)